# Klon okrągłolistny
Klon okrągłolistny (Acer circinatum Pursh) – gatunek rośliny z rodziny mydleńcowatych (Sapindaceae). W obrębie rodzaju klasyfikowany do sekcji Palmata i serii Palmata. Pochodzi z terenów zachodniej Ameryki Północnej. W Europie spotykany w parkach i ogrodach botanicznych.

## Morfologia
PokrójNajczęściej rośnie jako wysoki krzew dorastający 5–10 m, rzadziej jako drzewo (do 18 m wysokości).
LiścieOkrągłe, o średnicy do 12 cm, 7–9 klapowe, o okrągłym zarysie.